# Новобердяшский сельсовет
Новобердяшский сельсовет — муниципальное образование в Караидельском районе Башкортостана.

## История
Согласно «Закону о границах, статусе и административных центрах муниципальных образований в Республике Башкортостан» имеет статус сельского поселения.

## Население
| 2002  | 2009  | 2010  | 2012  | 2013  | 2014  | 2015  |
| ----- | ----- | ----- | ----- | ----- | ----- | ----- |
| 1560  | ↘1505 | ↗1516 | ↘1478 | ↘1459 | ↘1438 | ↘1418 |
| 2016  | 2017  | 2018  |       |       |       |       |
| ↘1391 | ↘1390 | ↘1377 |       |       |       |       |

## Состав сельского поселения
| № | Населённый пункт | Тип населённого пункта          | Население |
| - | ---------------- | ------------------------------- | --------- |
| 1 | Новый Бердяш     | деревня, административный центр | ↗309      |
| 2 | Атняш            | село                            | ↘584      |
| 3 | Шамратово        | деревня                         | →283      |
| 4 | Кантон           | деревня                         | ↗151      |
| 5 | Сабанкуль        | деревня                         | ↗70       |
| 6 | Кадыси           | деревня                         | ↗36       |
| 7 | Мата             | деревня                         | ↗30       |
| 8 | Дюртюли          | деревня                         | →29       |
| 9 | Карыш-Елга       | деревня                         | ↘24       |